# Perspektywa
Киностудия «Перспектива» (пол. Studio Filmowe „Perspektywa”) — польская киностудия, существующая 1978–2011.
Создана 1 февраля 1978 года под названием Творческое объединение «Перспектива» (пол. Zespół Filmowy „Perspektywa”). Решением министра культуры 9 ноября 2011 года соединено с Киностудией «ZEBRA».
Художественный руководитель: Януш Моргенштерн.

## Известные фильмы киностудии
- 1979 — «Голем» / «Golem» (реж. Пётр Шулькин)
- 1980 — «Мишка» / «Miś» (реж. Станислав Барея)
- 1980–1981 — «Королева Бона» / «Królowa Bona» (реж. Януш Маевский) — телесериал
- 1980 — «Проделки близнецов» / «Dziewczyna i chłopak» (реж. Станислав Лёт) — телесериал
- 1981 — «Война миров. Следующее столетие» / «Wojna światów – następne stulecie» (реж. Пётр Шулькин)
- 1981 — «Коноплянка» / «Konopielka» (реж. Витольд Лещиньский)
- 1982 — «Эпитафия для Барбары Радзивилл» / «Epitafium dla Barbary Radziwiłłówny» (реж. Януш Маевский)
- 1982 — «Долина Иссы» / «Dolina Issy» (реж. Тадеуш Конвицкий)
- 1983 — «Привидение» / «Widziadło» (реж. Марек Новицкий)
- 1984 — «Марыня» / «Marynia» (реж. Ян Рыбковский)
- 1984 — «О-би, о-ба: Конец цивилизации» / «O-bi, O-ba. Koniec cywilizacji» (реж. Пётр Шулькин)
- 1985 — «Боденское озеро» / «Jezioro Bodeńskie» (реж. Януш Заорский)
- 1986 — «Га, га. Слава героям» / «Ga, ga. Chwała bohaterom» (реж. Пётр Шулькин)
- 1986 — «Хроника любовных происшествий» / «Kronika wypadków miłosnych» (реж. Анджей Вайда)
- 1987 — «Лук Купидона» / «Łuk Erosa» (реж. Ежи Домарадзкий)
- 1987 — «Райская птица» / «Rajski ptak» (реж. Марек Новицкий)
- 1988–1991 — «Пограничье в огне» / «Pogranicze w ogniu» (реж. Анджей Кониц) — телесериал
- 1989 — «Лава» / «Lawa» (реж. Тадеуш Конвицкий)
- 1990 — «Корчак» / «Korczak» (реж. Анджей Вайда)
- 1992 — «Перстенёк с орлом в короне» / «Pierścionek z orłem w koronie» (реж. Анджей Вайда)
- 1996 — «Девочка Никто» / «Panna Nikt» (реж. Анджей Вайда)
- 1998 — «Золото дезертиров» / «Złoto dezerterów» (реж. Януш Маевский)
- 2000 — «Большое животное» / «Duże zwierzę» (реж. Ежи Штур)
- 2001 — «Утро койота» / «Poranek kojota» (реж. Олаф Любашенко)